# Barbeau Peak
Barbeau Peak – szczyt w Kanadzie, na terytorium Nunavut, na Wyspie Ellesmere’a, w paśmie British Empire Range, w Parku Narodowym Quttinirpaaq. Jest najwyższym szczytem (2616 m n.p.m.) w całym paśmie innuickim. Nazwę nadano mu w 1969 od nazwiska kanadyjskiego etnografa i folklorysty, Mariusa Barbeau.
Pierwszego wejścia na szczyt dokonał 5 czerwca 1967 Anglik, Geoff Hattersley-Smith.